# Amaurobiidae
Famille
Les Amaurobiidae sont une famille d'araignées aranéomorphes.

## Distribution

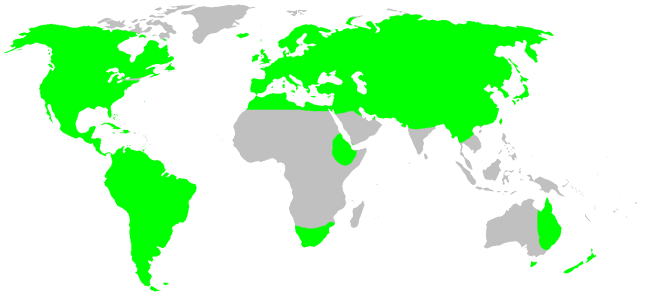
Distribution

Les espèces de cette famille se rencontrent en Amérique, en Océanie, en Asie, en Europe et dans le Nord de l'Afrique.

## Description
Ce sont des araignées cribellates exclusivement nocturnes. Ce sont des araignées de taille moyenne, de couleur en principe sombre, allant du brun au gris et avec, chez certains taxons, des séries de taches blanches sur le dos.
Leurs yeux médians antérieurs sont noirs, les autres yeux étant, à cause du mode de vie nocturne, blanc-grisâtre. Le céphalothorax comporte une partie céphalique très distincte de la partie thoracique. Les chélicères sont relativement grandes. Les tarses sont soit dépourvus de trichobothries, soit en ont une rangée tout au plus. Similaires aux Agelenidae, ces espèces s'en distinguent cependant par des pattes plus courtes et des filières beaucoup plus petites.
Elles tissent des toiles irrégulières, aux reflets bleutés aisément reconnaissables. Elles se fabriquent une tanière tubulaire, contre les murs ou sous les pierres.

## Paléontologie
Cette famille est connue depuis le Paléogène.

## Liste des genres
Selon World Spider Catalog (version 26, 22/07/2025) :
- Altellopsis Simon, 1905
- Amaurobius C. L. Koch, 1837
- Arctobius Lehtinen, 1967
- Auhunga Forster & Wilton, 1973
- Callobius Chamberlin, 1947
- Cybaeopsis Strand, 1907
- Dardurus Davies, 1976
- Daviesa Koçak & Kemal, 2008
- Ecurobius Zamani & Marusik, 2021
- Himalmartensus Wang & Zhu, 2008
- Maloides Forster & Wilton, 1989
- Muritaia Forster & Wilton, 1973
- Neuquenia Mello-Leitão, 1940
- Otira Forster & Wilton, 1973
- Ovtchinnikovia Marusik, Kovblyuk & Ponomarev, 2010
- Oztira Milledge, 2011
- Pimus Chamberlin, 1947
- Rhoicinaria Exline, 1950
- Sinoamaurobius Kong, Zhang & Wang, 2025
- Storenosoma Hogg, 1900
- Taira Lehtinen, 1967
- Tugana Chamberlin, 1948
- Tymbira Mello-Leitão, 1944
- Virgilus Roth, 1967
- Wabarra Davies, 1996
- Waitetola Forster & Wilton, 1973
- Yacolla Lehtinen, 1967

## Systématique et taxinomie
Cette famille a été décrite par Thorell en 1869 comme une sous-famille des Agelenidae.
Cette famille rassemble 208 espèces dans 27 genres actuels.
La composition de cette famille a été modifiée par Wheeler et al. en 2017 : les Chummidae ont été placés en synonymie, les Malenellinae et les  Tasmarubriinae inclus.
Les Macrobuninae sont élevées au rang de famille par Gorneau, Crews, Cala-Riquelme, Montana, Spagna, Ballarin, Almeida-Silva et Esposito en 2023.
La famille auquel appartient le genre Coelotes  a été discutée, ce sont des Agelenidae pour Miller & al. 2010 après avoir été placés dans les Amaurobiidae ou les Coelotidae.

## Publication originale
- Thorell, 1869 : « On European spiders. Review of the European genera of spiders, preceded by some observations on zoological nomenclature [first part]. » Nova Acta Regiae Societatis Scientiarum Upsaliensis, sér. 3, vol. 7, p. 1-108 (texte intégral).